# Cheb Redouane
Cheb Redouane ou Cheb 7azouk (en arabe : الشاب رضوان), de son vrai nom Redouane Bouzar , né le 1er janvier 1969 à Oran, en Algérie, est un chanteur algérien du genre raï. Le raï de Redouane est souvent appelé « Raï Love ».

## Biographie
Cheb Redouane a commencé à chanter dans le début des années 2000 comme un chanteur dans les boîtes de nuit d’Oran. En 2003, il signe son premier succès, Ntiya Haba Numéric. En 2006, il chante dans la boîte de nuits Jawhara à Oran, ce spectacle donnant lieu à son premier album, Live à El-Djawhara.
En 2007, il est devenu en Algérie un célèbre chanteur après ses deux albums: «Jamais nwalilha» et «Live à la marquise».

## Albums
- Nti Haba Numerique
- 4 Saisons
- Live Djawhara
- Ana El Victime
- Chrab Sekerni Zaafe
- Khsara fiha fiha
- Achekeha Tayahni Kaw
- Haramia
- Kharjetli Mandat
- Akher Kalima